# تغذية رمية

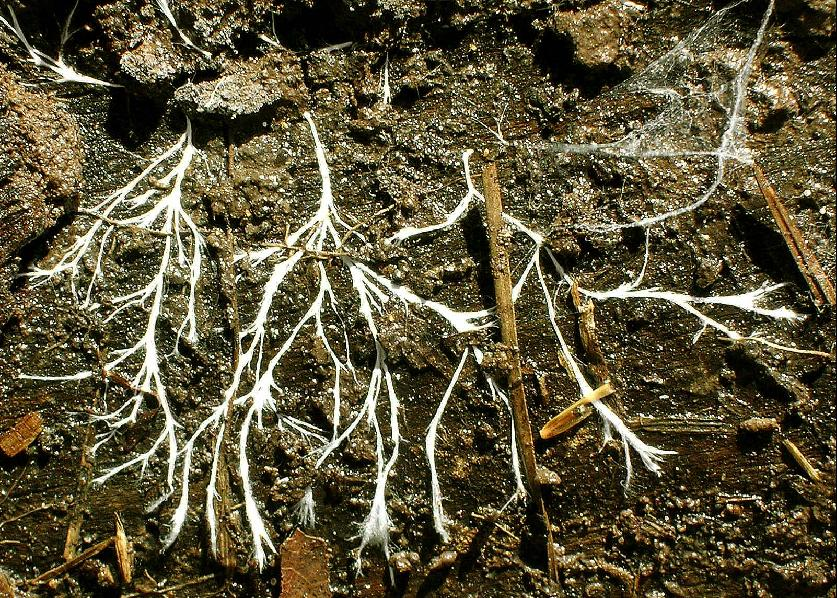
الحبل الأفطوري يتكون من مجموعة من الخيوط; وهو جزء أساسي في عملية التغذية على المواد الميتة، ويتم استخدامه لامتصاص المواد العضوية من خلال جدار الخلية فيه. يشار إلى شبكة الخيوط الفطرية باسم الأفطورة، والتي تعد جزءًا أساسيًا للتغذية الفطرية.

التغذية الرمية هي عملية هضم خارج الخلايا غَيرِيِّة التَّغَذِّي الكِيمْيائِي التي تتكون أثناء معالجة المواد العضوية الميتة أو المتحللة. تحدث هذه العملية في الكائنات ذاتية التغذية أو غيرية التغذية، وغالبًا ما ترتبط فطر|بالفطريات، على سبيل المثال العَفَنَة والرزابة. وغالبًا ما تتيسر هذه العملية خلال النقل الفعال لهذه المواد عبر الْتِقام داخل الأفطورة الداخلية والخيوط الفطرية المكونة لها.

## وصف العملية

### الشرح
بينما تتحلل المادة داخل البيئة التي تسكنها الكائنات ذاتية التغذية، تقوم هذه الكائنات بفصل المواد المركبة لهذه المادة عن بعضها.
- فتنقسم البروتينات إلى الأحماض الأمينية المكونة لها من خلال تفكيك روابط البيبتيد بواسطة الانزيمات البروتينية.[2]
- تنقسم الدهنيات إلى أحماض دهنية وجليسرول بواسطة الليباز.
- تنقسم نشا ثُنائِيَّاتُ السَّكارِيدِ البسيطة بواسطة الاميلاز (amylase).

ويعاد امتصاص هذه المواد المتفككة داخل الخيط الفطري عبر جدار الخلية بواسطة الالتقام وتمر عبر الشبكة الأفطورية. يسهل ذلك مرور تلك المواد عبر الأعضاء ويسمح بنموها وإصلاحها إذا لزم الأمر.

### الظروف
لكي تسهل الأعضاء ذاتية التغذية نموًا وإصلاحًا أمثل، يجب توافر ظروف ملائمة ومواد مغذية. وتشير كلمة الظروف الملائمة هنا إلى العديد من الظروف التي من شأنها تحسين نمو الأعضاء ذاتية التغذية، مثل؛
1. توفر الماء: يتألف 80-90٪ من كتلة الفطريات من الماء، وتتطلب امتصاص كمية زائدة من الماء بسبب تبخره داخليًا.[3]
2. توافر الأكسجين: فهناك عدد قليل جدًا من الأعضاء ذاتية التغذية التي تستطيع تحمل انعدام الهواء كما يتضح من وسائل نموها المذكورة أعلاه مثل المياه أو التربة.[3]
3. أس هيدروجيني حمضي محايد: فلابد أن تكون حالات درجة الحموضة محايدة أو متوسطة بأن تكون أقل من 7 أس هيدروجيني (pH). [3]
4. درجة حرارة ما بين المنخفضة والمتوسطة: حيث تتطلب معظم الأعضاء ذاتية التغذية درجة حرارة بين 1 و35 درجة مئوية، حيث أن النمو المثالي يحدث عند 25 درجة مئوية.[3]

ويجب أن تكون مواد التغذية التي تمتصها تلك الأعضاء قادرة على توفير الكربون، والبروتينات، والفيتامينات، والأيونات (ion) في بعض الحالات، ولأن معظم الأعضاء تتكون من الكربون، توفر المواد الميتة والعضوية مصادر غنية من السكريات وثُنائِيَّات السَّكارِيدِ مثل الجلوكوز والمالتوزوالنشا
وفيما يتعلق بالمصادر الغنية بالنيتروجين، تتطلب الأعضاء ذاتية التغذية بروتينًا مجمعًا لتكوين البروتينات، وهو الأمر الذي يساعد على امتصاص الأحماض الأمينية على توفيره، ويتوافر غالبًا في التربة الغنية. وعلى الرغم من ندرة كلٍ من الأيونات والفيتامينات، فإن الثيامين أو الأيونات مثل البوتاسيوم والفسفور والمغنيسيوم تساعد على نمو الأفطورة.